# Péret
Péret är en kommun i departementet Hérault i regionen Occitanien i södra Frankrike. Kommunen ligger i kantonen Montagnac som tillhör arrondissementet Béziers. År 2022 hade Péret 1 131 invånare.

## Befolkningsutveckling
Antalet invånare i kommunen Péret
Referens:INSEE